# 천하오신
천하오신(중국어: 陈豪鑫, 병음: Chen Haoxin, 한자음: 진호흠, 2004년 1월 5일 ~ )은 중화인민공화국의 바둑 기사이다. 광둥성 출신으로 중국기원 소속의 5단이다.

## 경력
광둥성에서 태어났다. 왕하이쥔의 지도 아래 6세부터 바둑을 배우기 시작했고, 2011년 제4회 추톈 108장군 바둑대회에 최연소로 출전했다. 2013년 9세 때부터 베이징 바둑도장에 가서 바둑을 공부했고, 2016년에는 양청만보 첫 번째 팀을 대표하여 제29회 전국 만보배 아마추어 바둑 선수권 대회에 참가했다. 2016년 7월, 전국 바둑 프로 결승전에서 12세의 나이로 이전 10라운드에서 9승 1패로 예정보다 앞서 성공적으로 프로 바둑에 진출했다. 2017년 제3회 몽백합배 세계 바둑 오픈전 통합 예선에 출전하여 쉬한원에게 승리했지만 나현에게 져서 탈락했다. 2019년 신인왕전에서 준우승을 차지했고, 5단으로 승단했다.